# 斯特凡诺·西蒙切利
斯特凡诺·西蒙切利（義大利語：Stefano Simoncelli，1946年11月12日—2013年3月20日），意大利击剑运动员，曾获得1976年夏季奥林匹克运动会男子花剑团体亚军。
西蒙切利的儿子卢卡·西蒙切利（Luca Simoncelli）和女儿玛尔塔·西蒙切利（Marta Simoncelli）都成为击剑运动员，并有不错成绩。
2013年3月20日， 西蒙切利因病于罗马逝世。